# П'янула
П'янула — заповідне урочище в Україні. Розташоване на території Вигодської селищної громади Калуського району Івано-Франківської області, на північ від села Мислівка.
Площа 501 га. Статус отриманий у 2004 році. Перебуває у віданні ДП «Вигодський лісгосп» (Бистрівське лісництво, квартали 35—37).